# 北部鉄道 (フランス)
北部鉄道（ほくぶてつどう、Compagnie des chemins de fer du Nord）はロスチャイルド家などが1845年に設立した国際鉄道会社。北部会社とも。戦後に政治家ジョルジュ・ポンピドゥーを輩出し、ロチルド銀行（現バークレイズ）の持株会社となった。

## 北部鉄鋼石炭会社
銀行家ジェームズ・ロチルドは以前から、イギリス、ベルギー、オランダ、ドイツおよび北欧を鉄道で連結しようと計画しており、ベルギー総合会社などへ資本参加しアルザス・ロレーヌ産鉄鋼とイギリス・ベルギー産石炭を軌道に乗せようとしていた。
北部鉄道はパリからリール、ヴァランシエンヌを通り、ダンケルク・カレー方面への分岐点を経てベルギー国境までを結ぶ鉄道の許可を1845年9月10日に国から受けた。北部鉄道は同年9月20日にジェームズ・ロスチルド、ジャン＝アンリ・オタンゲル（Jean-Henri Hottinguer）、エドワード・ブラント（Edward Blount）らによって設立された。
初期の経営はロチルドとジュール（Jules Petiet）が主導した。
1846年にパリからドゥエとリールまでが繋がった。路線網は周辺地域（ピカルディ、フランドル、北東地域、リール～ベテューヌ、リール～ヴァランシエンヌ等）に存在した他社を吸収合併する事により、ヴァランシエンヌ、ガン、アミアン、ブローニュ方面へと素早く広まった。北部の鉄道網は、瞬く間に、フランスにおいて最も高頻度で活気ある路線の一つとなり、北部鉄道は最も優れた設備一式に関するエンジニアリング会社として認められるようになった。東部鉄道（Compagnie de l'Est）と同じように、ベルギーには北部会社ベルギー（Compagnie du Nord Belge）という名前の子会社が設立された。この会社は特にリエージュ～ナミュール間（現在のベルギー国鉄125号線）やナミュール～ディナン～ジヴェ間（現在の154号線）と言った路線を開通させた。
吸収合併した会社は下の二社以外にも多数存在した。
- クレイユ・サン＝カンタン鉄道（Compagnie du chemin de fer de Creil à Saint-Quentin） - 1846年4月24日、北部鉄道と同じの株主及びラフィット（Laffitte）により設立、1847年4月1日合併
- アミアン・ブローニュ鉄道（Compagnie du chemin de fer d'Amiens à Boulogne） - 1845年5月29日、ブラント、ラフィットにより設立、1852年2月19日合併

## 北部ナショナリズム
北部会社はクリミア戦争の間、レール飢饉に対応して幾つもの供給業者を支援し競争させ、運賃引き下げに成功した。
レール飢饉に対応するとき、北部会社は利用する資材を全て国内に発注していた。供給側産業資本の政治的影響力は大きかった（Comité des forges）。カルテルのヴァンデル（Wendel）がドイツへ通じていたくらいである。
クリミア戦争の間に英仏からトルコへ流出した資本は回収が容易ならざるものであったが、一方ドイツはメリノウールから鉄鋼へ産業構造を変えてゆくだけの経済力をつけており、そこへロンドン議定書をめぐり英仏と睨みあった。
かくして普仏戦争の前後は、路線不足を理由として小鉄道会社が乱立するという奇妙な現象がおこった。不毛な競争が終息するのは、イギリスがスエズ運河会社を買収してからである。ベルリン会議の前後にフレシネ計画が鉄道建設へ介入したが、オスマン債務管理局の成立後数年間も国家は鉄道へ介入した。
鉄道ナショナリズムがヨーロッパに起こる間、北部会社の経営陣は世代交代し、高級官僚・参事院議員・エンジニアの重役が登場した。国有化を企てる政治と、それを見越したエンジニアの経費節減策が北部会社を動かした。

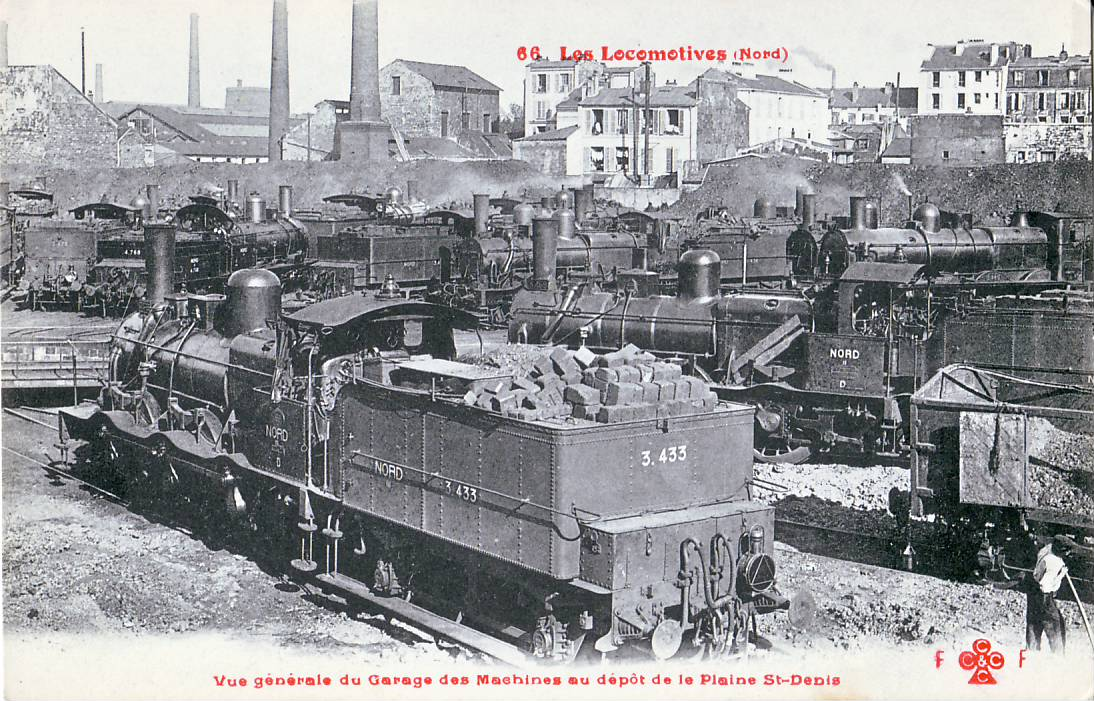
20世紀初頭のラ・プレンヌ車庫

北部会社をふくめたフランス六大私鉄は、1895年から公共土木事業局の技術的監視に付された。自由競争においたはずの資材供給事業はカルテルを形成するようになり、あまつさえ1900年頃からは輸入資材も関税引き上げにより価格を上昇させて、1910年のストライキを契機に全国鉄道労組が成立した。
この1910年、北部鉄道は運賃を下げなくなり、値上げをするようになった。北部会社は鉄道を民主化しようとする政治圧力をうけ、1912年現在で、2-10株所有の小株主が全株主の21.4％を占めるようになり、取締役も従来の200家族（Deux cents familles）の利益代表者に加え、ルーベやリールの商工会議所会頭を例とする北部地方の利益代表が席を占めるようになった。経営陣は依然としてエンジニア率が高く、たとえば国立土木学校やエコール・サントラルなどの出身者による学閥支配がみられた。

## 国鉄と投資銀行へ
1914年8月3日、軍事省第4局は、フランス全土の鉄道を支配下におさめ、鉄道会社は戦中商業輸送を停止し、補給輸送を開始した。特に北部地方の路線は、英仏ベルギー各国の補給輸送が集中した。北部会社は労使関係と財務状態を変えた。労使関係については、政府が戦中鉄道労組に協力を求めた代償として、1917年両社の協議により、戦後労働者が経営に参加することと、生活費の高騰に関する対策をとらせることを約束しており、1918年からは両者で日常業務のため定期連絡会を開くようになった。財務状態は戦中のインフレにより悪化した。これは輸送量の増加にともなっており、1919年2.18億フランだった赤字は翌年5.73億フランとなった。1921年、大規模な投資がフランスの鉄道を再建した。北部会社もテルニール（Tergnier）など北部地方各地へ社宅都市を造成したり、電話を拡大して整備したりした。北部会社は世界恐慌がおこるまで順調な経営をつづけた。レオン・ブルム政権下で、1937年8月31日法により、既に国有化されていた鉄道、北部会社などの私鉄、パリ環状線をふくむ諸会社は一挙に国有化された（フランス国鉄）。政府持分は51％であった。北部会社は国内経営を断念し、ベルギー路線の経営を1940年まで継続した。国有化で交付された補償金は投資銀行に化け、1.8億フランのポートフォリオとなった。北部会社は現在もロチルドグループの中核事業である。
1954年2月、ジョルジュ・ポンピドゥーが北部会社重役となった。
1967年、ロチルド・フレール合資会社は株式会社に改組されてロチルド銀行（現バークレイズ）となった。ここで北部会社がロチルド銀行の株式過半数を取得し、同行傘下のル・ニッケルとペナロヤ、およびその他グループ企業の株式も譲り受け持株会社となった。ル・ニッケルとペナロヤの二大鉱業は、現在グループ・ブリュッセル・ランバートの傘下である。

## 車両

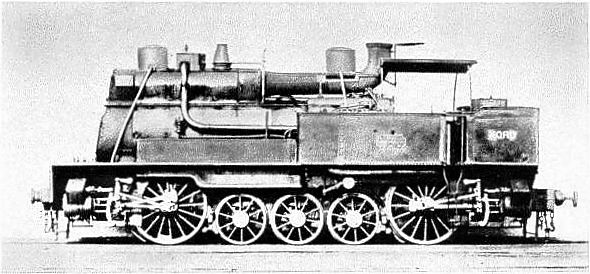
4シリンダー、2動軸のPetiet式機関車

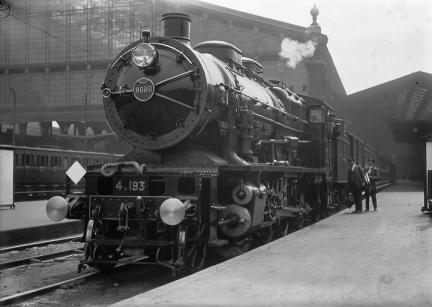
パリ北駅にて旅客列車を牽くカイル（Cail）製の140型機関車

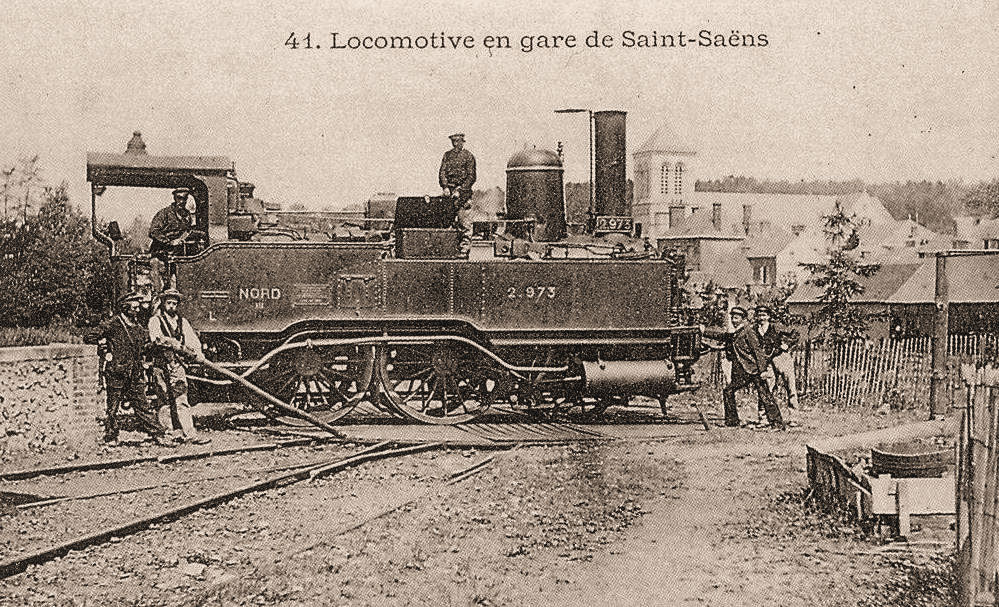
サン＝サーンス駅における120型タンク機関車

創業当初は機関車は北部鉄道仕様の機関車と当時合併した会社から取得した機関車から構成されていた。そしてそれは数多くの様々な機関車の系列に続いた。北部鉄道の蒸気機関車はまず鮮やかな緑色に赤い帯のものであった、その後、有名なショコラ色に黄帯の塗装となった。
これらの機関車は2つに区別される。
- 旅客用の高速の機関車
  - 直径の大きな車輪を持ち軽い列車を牽引した。一般的にはフランス式車軸配置表記で120型か021型（ホワイト式で言う2-4-0か0-4-2）の車軸配置の機関車だった。
- 貨物列車用機関車
  - 少なくとも3つの動軸を有し、直径の小さな車輪を持つ機関車。これらは030型車軸配置（ホワイト式0-6-0）であった。